# Гафанья-да-Энкарнасан
Гафанья-да-Энкарнасан (порт. Gafanha da Encarnação)  —  район (фрегезия) в Португалии,  входит в округ Авейру. Является составной частью муниципалитета  Ильяву. Находится в составе крупной городской агломерации Большое Авейру. По старому административному делению входил в провинцию Бейра-Литорал. Входит в экономико-статистический  субрегион Байшу-Воуга, который входит в Центральный регион. Население составляет 4907 человек. Занимает площадь 11,71 км².